# Bladimir Díaz
Bladimir Yovany Díaz Saavedra  (* 10. Juli 1992 in Buenaventura), auch bekannt unter Bladimir Díaz, ist ein  kolumbianischer Fußballspieler.

## Karriere
Seinen ersten Vertrag unterschrieb Bladimir Díaz bei Pumas de Casanare in Yopal. Der Verein spielte in der Zweiten Liga des Landes, der Categoría Primera B. Nach einem Jahr wechselte er nach Floridablanca zum Ligakonkurrenten Real Santander. Über die Stationen Alianza Petrolera, El Roble de Ilobasco, CD Once Lobos und CD Chalatenango ging er 2018 nach El Salvador, wo er einen Vertrag beim Alianza FC in San Salvador unterschrieb. Der Verein spielte in der Ersten Liga, der Primera División de Fútbol Profesional. Mitte 2019 erfolgte eine Ausleihe nach Thailand, wo er für den in der Zweiten Liga, der Thai League 2, spielenden Nongbua Pitchaya FC aus Nong Bua Lamphu spielte. Nach seiner Ausleihe ging er wieder nach Südamerika. Hier schloss er sich in Guatemala dem CSD Comunicaciones an. Der Verein aus Guatemala-Stadt spielt in der ersten Liga des Landes, der Liga Nacional de Guatemala.